# Mário Sottomayor Cardia
Mário Augusto Sottomayor Leal Cardia GCL (Matosinhos, 19 de Maio de 1941 — Lisboa, 17 de Novembro de 2006) foi um jornalista, professor universitário e político português.

## Biografia
De uma família da alta burguesia nortenha, filho do médico Mário Cardia, foi expulso do liceu aos 14 anos, por apoiar a independência da Índia Portuguesa. Terminados os estudos liceais no Porto, apoiou nesta cidade a campanha presidencial de Humberto Delgado, em 1958. Rumou a Lisboa para cursar Direito, mas rapidamente se mudou para Filosofia. Licenciado na Faculdade de Letras da Universidade de Lisboa, destacou-se como dirigente estudantil, experiência determinante para ingressar nas fileiras do Partido Comunista Português, em 1961. Foi redator e chefe de redacção da revista Seara Nova, entre 1963 e 1968. Candidato à Assembleia Nacional, pela CDE, em 1965 e 1969, foi preso e brutalmente espancado pela PIDE, em outubro de 1970, a ponto de sofrer uma rotura retiniana num dos olhos, experiência que abordou em O Dilema da Política Portuguesa (1971).
Afastado do PCP em 1971, participa na fundação do Partido Socialista, em 1973. 
Após o 25 de Abril, é escolhido para porta-voz do PS e diretor do Portugal Socialista, o jornal oficial do partido. Foi eleito deputado à Assembleia Constituinte, em 1975, e deputado à Assembleia da República, de 1976 a 1991. Foi membro dos I e II Governos Constitucionais, como Ministro da Educação e Investigação Científica e Ministro da Educação e Cultura, respetivamente. Nessa qualidade foi autor de um modelo de gestão do ensino superior e outro do ensino básico e secundário, tendo planeado o sistema de concurso nacional no acesso ao ensino superior, bem como a divisão do ensino superior em universitário e ensino superior de curta duração, depois designado politécnico. De resto, a sua ação como Ministro foi reconhecida no saneamento da influência ideológica comunista no ensino e na consumação da introdução das ciências sociais no ensino superior português. Foi um dos principais impulsionadores da criação da Universidade Nova de Lisboa.
Em Outubro de 1977, instituiu, em substituição do Serviço Cívico Estudantil, o Ano Propedêutico, a funcionar na dependência da Direcção-Geral do Ensino Superior, tendo como Presidente da Comissão Científico-Pedagógica o Prof. Armando da Rocha Trindade (1937-2009), cargo que exerceu até 1980, ano da institucionalização do 12º ano de escolaridade. O Ano Propedêutico foi a primeira iniciativa de ensino superior à distância, dirigido a uma grande audiência, dispersa por todo o território nacional, com lições ministradas a partir de emissões televisivas. Sem salas de aula nem turmas, os alunos, em suas casas, complementavam os respectivos estudos com base em textos produzidos especialmente para o efeito. Existiu do ano lectivo de 1977/1978 ao ano lectivo de 1979/1980, tendo sido extinto, dando lugar ao 12º ano de escolaridade a partir do ano lectivo de 1980/1981. Esta experiência pedagógica levou à criação do Instituto Português de Ensino à Distância (1980-1988), a que se seguiu, em 1988, a Universidade Aberta.
Em 1978, deixando o governo e a direcção do PS, inicia o último ciclo da sua vida política. Voltou à Assembleia da República, em 1983. Propõe a retirada do cunho marxista do programa do PS, como defendera em Socialismo Sem Dogma (1982), com prefácio de Mário Soares. Enquanto deputado, alimenta tensões com a bancada parlamentar socialista, dirigida por Vítor Constâncio, atingindo a rotura com Jorge Sampaio. Mas só em 1997 abandonaria o partido, sem contemplações com o estilo de António Guterres. Em 1996 chegara a anunciar a sua candidatura às eleições para Presidente da República, da qual acabaria por desistir. Este percurso de marginalização política foi alimentado por uma crescente autonomização do seu pensamento. Entretanto passara de convidado a efectivo no Departamento de Filosofia da Universidade Nova de Lisboa, onde leccionava desde 1979 e se doutorou em 1992, com a dissertação intitulada Da estrutura da moralidade.
A 10 de Junho de 1991 foi agraciado com a Grã-Cruz da Ordem da Liberdade. O seu nome foi atribuído à Biblioteca Central da Faculdade de Ciências Sociais e Humanas da Universidade Nova de Lisboa.
Em Março de 1994, ao arrepio do PS, apresentou-se como pré-candidato às eleições de 1995 para a presidência da República, para no seu dizer "combater Cavaco Silva" (então primeiro-ministro), o que gerou alguma polémica no meio político. Acabaria por desistir, depois de ter sofrido um acidente de viação, por ter adormecido ao volante.
Sottomayor Cardia morreu em 2006 de doença prolongada.

## Funções governamentais exercidas
- I Governo Constitucional
  - Ministro da Educação e Investigação Científica
- II Governo Constitucional
  - Ministro da Educação e Cultura